# Bamendjou
Bamendjou är en ort i Kamerun.   Den ligger i regionen Västra regionen, i den västra delen av landet, 210 km nordväst om huvudstaden Yaoundé. Bamendjou ligger 1 604 meter över havet och antalet invånare är 6 643.
Terrängen runt Bamendjou är platt åt sydost, men åt nordväst är den kuperad. Trakten runt Bamendjou är tätbefolkad, med 591 invånare per kvadratkilometer. Närmaste större samhälle är Bafoussam, 13,7 km nordost om Bamendjou. Trakten runt Bamendjou är huvudsakligen savannskog.